# Taksaft
 (avril 2025).
Motif : En attendant des sources secondaires centrées.
- Archive Wikiwix
- Bing
- Cairn
- DuckDuckGo
- E. Universalis
- Gallica
- Google
- G. Books
- G. News
- G. Scholar
- Persée
- Qwant
- (zh) Baidu
- (ru) Yandex
- (wd) trouver des œuvres sur Wikidata

| 1. | Préciser le motif de la pose du bandeau. | Précisez le motif de la pose du bandeau en utilisant la syntaxe suivante : {{admissibilité à vérifier\|date=juillet 2025\|motif=remplacez ce texte par le motif}}            |
| 2. | Informer les utilisateurs concernés.     | Pensez à avertir le créateur de l'article, par exemple, en insérant le code ci-dessous sur sa page de discussion : {{subst:avertissement admissibilité à vérifier\|Taksaft}} |

 (mars 2012).
Si vous disposez d'ouvrages ou d'articles de référence ou si vous connaissez des sites web de qualité traitant du thème abordé ici, merci de compléter l'article en donnant les références utiles à sa vérifiabilité et en les liant à la section « Notes et références ».
Taksaft est un village situé au centre de Temsamane , dans la  Province de Nador, au Maroc. 
Elle est divisée par plusieurs petites places.

## Les régions de Taksaft n' Dhar
- Rrawda
- Andra n'Thanoute
- Dhar Imghnaj
- Ijjar Azwwagh
- Dhar Iaouadan
- Aqwir Nrhadi
- Adma n'Wanou

## La population
Plus de mille personnes que l'on nomme les Rifains sont dans ce village. Tous travaillent les champs, le commerce, la construction. Certains d'entre eux doivent quitter le village pratiquement toute l'année pour vivre en campus et obtenir leur diplôme en médecine, droit, science.
La langue de ce village est l'Amazigh Tarifit (Rifain) et leur religion est l'Islam.

## Les ressources internes
Le village qui vivait principalement de l'agriculture et d'échange commercial compte maintenant sur leur propre intervention à l'étranger comme l'Amérique, le Canada, l'Europe et vers d'autres pays.

## Les travaux principaux
Un centre médical donne les premiers soins et quelques médicaments. 
Aujourd'hui toutes les maisons sont reliées au courant électrique alors qu'il y a seulement quelques années les maisons étaient dotées de générateurs électriques. Le goudron aussi commence à faire connaissance avec les villageois pour habiller les principaux axes et rejoindre la route principale de Temsamane qui passe 2 km hors du village. Les villageois se sont regroupés autour d'une association et proposent quelques projets. Dans les années 1980, un vaste terrain faisait office de stade de football qui à ce jour a disparu pour un stade plus important hors du village qui sert aussi à d'autres activités.

## Administration
Ce village appartient à la commune Beni Marghnin qui dépend de Krona à 7 km.

## Les marchés
Le principal marché du village est le grand souk de Khamis temsamane qui se trouve à 6 km.
Il y a d'autres petits marchés à Boudinar et Krona.